# Piotr Diegtiarienko
Piotr Michajłowicz Diegtiarienko (ros. Пётр Михайлович Дегтяренко; ur. 24 sierpnia 12 sierpnia?/24 sierpnia 1885 w Czubyncach w guberni kijowskiej, zm. 1938) – radziecki działacz partyjny i państwowy.

## Życiorys
W 1904 został aresztowany, potem skazany na zesłanie do guberni wołogodzkiej, skąd zbiegł. W 1906 wstąpił do SDPRR, 1915 ponownie aresztowany, skazany na zesłanie do guberni jenisejskiej, 1917 prowadził działalność partyjną i związkową w Kijowie, 1917-1918 dowodził oddziałem Czerwonej Gwardii. Był p.o. naczelnika kijowskiego garnizonu, 1918 wchodził w skład kijowskiego podziemnego komitetu KP(b)U, w grudniu 1918 stał na czele Rady Kijowskiej, w lutym 1919 po ponownym zajęciu miasta przez Armię Czerwoną został pomocnikiem komendanta Kijowa, później zastępcą przewodniczącego kijowskiej gubernialnej Czeki. Od kwietnia do sierpnia 1919 był przewodniczącym kijowskiej gubernialnej Czeki, jednocześnie do września 1919 sekretarzem odpowiedzialnym oktiabrskiego rejonowego komitetu KP(b)U w Kijowie, potem komisarzem wojskowym brygady Armii Czerwonej i pełnomocnikiem KC KP(b)U 13 Armii. W 1920 był przewodniczącym Komitetu Rewolucyjnego w Humaniu, od 1921 funkcjonariuszem partyjnym i radzieckim, 1923 kierował połtawską gubernialną inspekcją robotniczo-chłopską, 1937 był zastępcą ludowego komisarza przemysłu lekkiego Ukraińskiej SRR.
W 1938 został rozstrzelany w ramach wielkiego terroru.